# Rivolta di 'Orabi
La Rivolta di 'Orabi, conosciuta anche come la Rivoluzione di 'Orabi ( in arabo الثورة العرابية‎? ), fu una rivolta nazionalista avvenuta in Egitto dall'anno 1879 al 1882. Fu guidata dal colonnello Aḥmad ʿOrābī da cui prende anche il nome (traslitterato anche come Urabi e Arabi) che cercò di deporre il Chedivè Tawfīq Pascià e porre fine all'influenza britannica e francese sul paese. La rivolta fu terminata dalla guerra anglo-egiziana e dalla conquista del paese da parte dell'impero britannico. A seguito della fallita rivolta, iniziò l'occupazione britannica dell'Egitto.

## Prologo
L'Egitto nel 1870 era caratterizzato da una forte influenza straniera, una ampia corruzione, un evidente malgoverno e uno stato di rovina finanziaria. Enormi debiti accumulati dal suo sovrano Isma'il Pascià non riuscivano più ad essere rimborsati e la pressione delle banche europee che detenevano il debito erano così forti che le finanze del paese erano di fatto controllate da rappresentanti di Francia e Gran Bretagna, per garantire che i prestiti fossero onorati. Quando Ismaʻil tentò di risvegliare il popolo egiziano contro questa occupazione economica straniera, fu deposto dagli inglesi e sostituito dal più remissivo figlio Tawfīq Pascià.
I ranghi superiori del servizio civile, dell'esercito e del mondo degli affari erano succubi del controllo degli europei, che venivano privilegiati nelle posizioni di potere e pagati più dei nativi egiziani. All'interno dell'Egitto era stato istituito un sistema giuridico parallelo per citare in giudizio gli europei separatamente dagli egiziani. Ciò fece arrabbiare gli egiziani istruiti e ambiziosi che sentivano che il dominio europeo delle posizioni di vertice stava impedendo il loro avanzamento sia nella carriera civile che militare. I contadini egiziani pesantemente tassati, erano anche infastiditi dal fatto che le loro tasse andassero agli europei che, invece, vivevano in relativa ricchezza.
Gli egiziani si risentirono non solo del dominio dell'Europa occidentale, ma anche di quello turco, dei circassi e degli albanesi d'Egitto che controllavano la maggior parte delle posizioni d'élite nel governo e nell'esercito, lasciate libere dagli europei. Le truppe albanesi erano venute in Egitto insieme a Mehmet Ali e lo avevano aiutato a prendere il controllo del paese, e venivano molto privilegiate dai Chedivè . Il turco era ancora la lingua ufficiale dell'esercito e i turchi avevano maggiori probabilità di essere promossi. Nel gabinetto al potere sotto il Chedivè Tawfiq, tutti i membri erano turco-circassiani. La crescente crisi fiscale nel paese costrinse il Chedivè a ridurre drasticamente l'esercito. Da un massimo di 94 000 unità nel 1874, l'esercito fu ridotto a 36 000 nel 1879, con piani per ridurlo ulteriormente. Ciò aveva creato una vasta classe di ufficiali dell'esercito disoccupati e disaffezionati all'interno del paese. La disastrosa guerra etiope-egiziana nel 1875-1876 fece arrabbiare anche gli ufficiali, i quali pensavano che il governo li avesse mandati poco saggiamente al massacro.
Una più ampia consapevolezza pubblica si stava sviluppando in Egitto durante questo periodo, l'alfabetizzazione si stava diffondendo e nuovi giornali vennero pubblicati negli anni 1870 e 1880 come l'influente Abu Naddara Zar'a . Pubblicato da Yaqub Sanu, ebreo di origini italiane ed egiziane, questa pubblicazione con sede a Parigi era una rivista di satira politica che spesso prendeva in giro l'establishment sotto il controllo europeo e la pubblicazione irritava sempre maggiormente il potere costituito e gli europei, poiché sosteneva le riforme e i movimenti rivoluzionari. Questo giornale aveva un'ampia diffusione, a differenza di molte altre pubblicazioni, Abu Naddara Zar'a veniva pubblicato in arabo egiziano invece che in arabo classico, rendendo la sua satira e i suoi pezzi politici più ampiamente comprensibili alle masse e non solo all'élite istruita. Yacub Sanu affermò che la sua rivista raggiunse una tiratura di 10 000 copie, che era un numero enorme per quei tempi.
Durante questo periodo Aḥmad ʿOrābī, un ufficiale dell'esercito nativo dell'Egitto era stato promosso al grado di colonnello. A causa della sua educazione contadina e della sua formazione tradizionale, veniva considerato da molti come la voce vera del popolo egiziano. 'Orabi rappresentava la popolazione contadina frustrata dai ricchi stranieri e dai proprietari terrieri locali. Egli incuteva rispetto e riceveva il sostegno non solo dei contadini, ma anche di gran parte dell'esercito egiziano.

## La presa di potere di 'Orabi
La tensione crebbe durante l'estate del 1881 quando sia gli ufficiali di Chedivè Pascià che quelli egiziani, ora guidati da 'Orabi, cercarono sostenitori e radunarono alleati. A settembre il Chedivè ordinò al reggimento di 'Orabi di lasciare il Cairo. Costui rifiutò e ordinò la destituzione dei generali turco-circassi e la creazione di un governo eletto. Incapace di opporsi alla rivolta, Tawfiq accettò la richiesta e così fu istituita una nuova camera dei deputati ed un nuovo governo contenente un certo numero di alleati di 'Orabi. Nel gennaio 1882, 'Orabi divenne ministro della guerra.

## Intervento straniero
L'8 gennaio 1882 i francesi e gli inglesi inviarono una nota congiunta che affermava il primato dell'autorità del Chedivè. La nota fece infuriare i parlamentari e 'Orabi. Il governo crollò e ne fu creato uno nuovo con 'Orabi come ministro della guerra. Questo nuovo governo mise a rischio l'influenza degli europei sul governo e iniziò anche a licenziare un gran numero di ufficiali turco-circassi.
A questo ampio sforzo di riforma si contrapposero gli interessi europei e molti dei grandi proprietari terrieri, l'élite turca e circassa, l'Alim di alto rango, i cristiani siriani e la maggior parte dei membri più ricchi della società. Al contrario, raccolse il sostegno della maggior parte del resto della popolazione egiziana, tra cui gli Alim di livello inferiore, il corpo degli ufficiali e i leader locali.
I copti si divisero: la loro storica affiliazione con gli europei fece arrabbiare molti e qualche volta li rese un bersaglio, ma la profonda rivalità tra copti e cristiani siriani portò molti ad allinearsi con altri ribelli egiziani. Il Patriarca copto prestò il suo sostegno alla rivolta quando era al culmine, ma in seguito affermò di essere stato costretto a farlo. 'Orabi e gli altri leader della rivolta riconobbero i copti come potenziali alleati e lavorarono per prevenire che la minoranza venisse presa di mira da parte dei musulmani nazionalisti, ma non sempre ebbero successo.
Iniziò uno sforzo per corteggiare l'ottomano Sultan Abdul Hamid II . Tawfīq Pascià invitò il sultano a reprimere la rivolta, ma la Sublime porta esitò a impiegare truppe contro i musulmani che si opponevano al dominio coloniale straniero. 'Orabi chiese al sultano di deporre Tawfiq, ma ancora una volta il sultano esitò.

## Invasione britannica
Nel pomeriggio dell'11 giugno 1882 il tumulto politico esplose in violenza per le strade di Alessandria. I rivoltosi attaccarono le imprese greche, maltesi e italiane facendo scoppiare scontri e battaglie nelle strade. Circa cinquanta europei e 250 egiziani rimasero uccisi. La causa esatta della rivolta è tuttora incerta; sia il Chedivè che 'Orabi furono in seguito accusati di averla avviata, ma non ci sono prove di queste accuse.
Mentre la guarnigione della città stava mantenendo le batterie di difesa costiere, fu inviato un ultimatum che pretendeva lo smantellamento delle batterie o si sarebbe proceduti con un bombardamento. L'ultimatum fu ignorato e la flotta britannica al largo di Alessandria sotto l'ammiraglio Beauchamp Seymour, il 1 ° barone Alcester, bombardò la città. Le batterie costiere fecero fuoco. La flotta francese, sempre ad Alessandria, si rifiutò di partecipare. Una grande forza navale britannica tentò quindi di catturare la città. Nonostante incontrassero una forte resistenza, le forze britanniche riuscirono nella conquista, costringendo gli egiziani a ritirarsi.
Mentre le rivolte si diffondevano in tutto l'Egitto, la Camera dei Comuni britannica votò a favore di un intervento più ampio. L'esercito britannico lanciò un attacco di esplorazione per determinare se fosse possibile avanzare sul Cairo o meno da Alessandria, tuttavia gli inglesi conclusero che le difese egiziane erano troppo potenti, quindi nel settembre di quell'anno un esercito britannico sbarcò nella zona dei canali. La motivazione per l'intervento britannico è ancora motivo di discussione. Gli inglesi erano particolarmente preoccupati del fatto che 'Orabi avrebbe fatto fallire l'Egitto a causa dell'ingente debito e che avrebbe potuto cercare di ottenere il controllo del canale di Suez. Il 13 settembre 1882 le forze britanniche sconfissero l'esercito di 'Orabi nella battaglia di Tell El Kebir . 'Orabi fu catturato e infine esiliato nella colonia britannica di Ceylon (ora Sri Lanka).

## Conseguenze
Mentre l'intervento britannico doveva essere di breve durata, in realtà persistette fino al 1954. L'Egitto fu effettivamente reso una colonia fino al 1952. Sia il governo britannico che quello Chedivale fecero del loro meglio per screditare il nome e la rivoluzione di 'Orabi, sebbene tra la gente comune 'Orabi rimase una figura popolare. Il governo usò i media statali e il sistema educativo per dichiarare 'Orabi un traditore e la rivoluzione come mero ammutinamento militare. Lo storico egiziano Mohammed Rif'at fu uno dei primi a definire gli eventi un thawrah, o "rivoluzione", ma sostenne che mancò il sostegno popolare. Altri storici egiziani appoggiarono questa tesi e persino la ampliarono, a volte subendo la censura del governo. Durante gli ultimi anni della monarchia, gli autori sono diventati più critici nei confronti della vecchia classe politica e soprattutto degli inglesi, e 'Orabi venne talvolta rappresentato come un eroe della libertà e del costituzionalismo.
La rivolta di 'Orabi ebbe un significato duraturo come primo esempio del nazionalismo anticoloniale egiziano, che in seguito avrebbe avuto un ruolo molto importante nella storia egiziana. Soprattutto sotto Gamal Abdel Nasser, la rivolta sarebbe stata considerata una "gloriosa lotta" contro l'occupazione straniera. La Rivoluzione di 'Orabi fu vista dal movimento degli Ufficiali Liberi come un'anticipazione della rivoluzione del 1952, e sia Nasser che Muhammad Negib furono paragonati a 'Orabi. I libri di testo nasseristi definivano la rivolta di 'Orabi una "rivoluzione nazionale", ma 'Orabi si pensava avesse fatto un grande errore strategico nel non essersi presentato come un uomo del popolo, cosa che invece fece Nasser. Durante l'esperimento di Nasser con il socialismo arabo, anche la rivolta araba fu inserita in un contesto marxista. Durante il periodo dell'infitah (liberalizzazione economica) del presidente Sadat in cui vi fu una crescente, controllata, liberalizzazione economica e l'instaurazione di legami sempre più stretti con il blocco occidentale, il governo riprodusse l'auspicio degli 'Orabisti di redigere una costituzione e di avere delle elezioni democratiche. Dopo la rivoluzione del 1952, l'immagine di 'Orabi, almeno ufficialmente, è generalmente migliorata, con un numero di strade e una piazza al Cairo che porta il suo nome dandogli una posizione d'onore nella storia ufficiale.

## Opinioni degli storici
Gli storici sono stati generalmente divisi, fra un gruppo che vede la rivolta come una spinta per il liberalismo e la libertà sul modello della Rivoluzione francese e un altro che sostengono che si trattasse di poco più di un colpo militare, simile a quelli fatti sul modello del movimento del 1952. Tra gli storici occidentali, in particolare quelli britannici, vi era una visione tradizionale secondo cui la rivoluzione araba non era altro che una "rivolta" o "insurrezione" e non una vera rivoluzione sociale. Di gran lunga l'inglese più influente in Egitto, Lord Cromer, scrisse una valutazione atroce degli arabisti nel suo Egitto moderno . Mentre questa opinione è ancora sostenuta da molti, c'è stata una tendenza crescente nel valutare la rivoluzione di 'Orabi una vera rivoluzione, specialmente tra gli storici più recenti, che tendono a enfatizzare la storia sociale ed economica e ad esaminare fonti native, piuttosto che europee.
La prima opera pubblicata da Augusta, Lady Gregory - dopo aver abbracciato il nazionalismo irlandese e avere un ruolo importante nella vita culturale dell'Irlanda - fu Arabi and His Household (1882), un opuscolo (originariamente una lettera al quotidiano The Times) a sostegno di Ahmed 'Orabi e la sua rivolta. Juan Cole, professore presso l'Università del Michigan ad Ann Arbor, ha recentemente pubblicato una valutazione della rivolta araba.
Gli storici si divisero anche sulle ragioni dell'invasione britannica, con alcuni che sostengono che doveva proteggere il canale di Suez e prevenire "l'anarchia", mentre altri sostengono che doveva proteggere gli interessi degli investitori britannici con attività in Egitto (vedi Guerra anglo-egiziana).